# Liste der Bischöfe von Kielce
Die folgenden Personen waren bzw. sind Bischöfe von Bistum Kielce.

## Bischöfe
| Nr. | Bischof                | von  | bis  | Beschreibung | Darstellung | Wappen |
| --- | ---------------------- | ---- | ---- | --- | ----------- | ------ |
| 01  | Wojciech Górski        | 1805 | 1818 | * 31. März 1739 in Maków, (Polen), am 14. Mai 1769 zum Priester geweiht, am 26. Juni 1805 zum Bischof von Kielce ernannt, konsekriert am 15. Oktober 1809, † 16. 1. Februar 1818.                                                                                           |             |        |
| 02  | Tomasz Teofil Kuliński | 1883 |      | * 12. Dezember 1823 in Camielvio, am 23. Februar 1872 Titularbischof von Satala in Armenia ernannt, am 15. März 1883 Bischof von Kielce. |             |        |
| 03  | Augustyn Łosiński      | 1910 | 1937 | * 8. Juni 1867 in Krywiniszki, am 24. April 1892 zum Priester geweiht, am 26. April 1910 zum Bischof von Kielce ernannt, konsekriert am 5. Juni 1910 durch Stefan Denisiewicz Weihbischof in Płock, † 2. März 1937.                                                         |             |        |
| 04  | Czesław Kaczmarek      | 1938 | 1963 | * 16. April 1895 in Ligowo, am 20. August 1922 zum Priester geweiht, am 24. Mai 1938 zum Bischof von Kielce ernannt, konsekriert am 4. September 1938 durch den Apostolischen Nuntius in Polen, Erzbischof Filippo Cortesi, † 26. August 1963.                              |             |        |
| 05  | Jan Jaroszewicz        | 1967 | 1980 | * 27. Mai 1903 in Mitau, Priesterweihe am 11. Oktober 1925, vom 10. Dezember 1957 bis 20. März 1967 Weihbischof in Kielce, † 17. April 1980. |             |        |
| 06  | Stanisław Szymecki     | 1981 | 1993 | * 26. Januar 1924 in Załęska Hałda, am 3. Juli 1947 zum Priester geweiht, am 27. März 1981 zum Bischof von Kielce ernannt, Bischofsweihe am 12. April 1981, am 15. Mai 1993 Erzbischof von Erzbischof von Białystok, emeritiert am 16. November 2000, † 26. September 2023. |             |        |
| 07  | Kazimierz Ryczan       | 1993 | 2014 | * 10. Februar 1939 in Żurawica, am 16. Juni 1963 zum Priester geweiht, am 11. Juli 1993 zum Bischof von Kielce ernannt, Bischofsweihe am 11. September 1993, emeritiert am 11. Oktober 2014, † 13. September 2017.                                                          |             |        |
| 08  | Jan Piotrowski         | 2014 |      | ernannt am 11. Oktober 2014 |             |        |

## Weihbischöfe
Die folgenden Personen sind/waren Weihbischöfe im Bistum Kielce:
| Nr. | Bischof                                    | von  | bis  | Beschreibung | Darstellung | Wappen |
| --- | ------------------------------------------ | ---- | ---- | --- | ----------- | ------ |
| 01  | Franciszek Sonik                           | 1935 | 1957 | * 17. September 1885 in Wawrzeńczyce, am 5. März 1911 zum Priester geweiht, am 16. Dezember 1935 zum Weihbischof in Kielce und Titularbischof von Margum ernannt, konsekriert am 24. Februar 1936, † 27. November 1957. |             |        |
| 02  | Szczepan Sobalkowski (Stefano Sobalkowski) | 1957 | 1958 | * 23. Dezember 1902 in Kromotowo, am 27. Juli 1924 zum Priester geweiht, am 3. Juni 1957 zum Weihbischof in Kielce und Titularbischof von Medeli ernannt, konsekriert am 11. Februar 1958 durch Czesław Kaczmarek, Bischof von Kielce, Mitkonsekratoren waren der Bischof von Łódź, Michał Klepacz und Bischof Piotr Kałwa von Lublin, † 12. Februar 1958.                                                                     |             |        |
| 03  | Jan Jaroszewicz                            | 1957 | 1967 | * 27. Mai 1903 in Mitau, am 11. Oktober 1925 zum Priester geweiht, am 10. Dezember 1957 zum Weihbischof in Kielce und Titularbischof von Letopolis ernannt, konsekriert am 11. Februar 1958 durch Czesław Kaczmarek, Bischof von Kielce, Mitkonsekratoren waren der Bischof von Łódź, Michał Klepacz und Bischof Piotr Kałwa von Lublin, am 20. März 1967 wurde der Bischof von Kielce.                                        |             |        |
| 04  | Edward Jan Muszyński                       | 1968 | 1981 | * 6. Januar 1923 in Wilna, am 20. Mai 1947 in Białystok zum Priester geweiht, am 29. Oktober 1968 zum Weihbischof in Kielce und Titularbischof von Aquae Sirenses ernannt, konsekriert am 22. Dezember 1968 durch Kardinal Stefan Wyszyński, Erzbischof von Gniezno, Mitkonsekratoren waren Jan Jaroszewicz, Weihbischof in Kielce und der Weihbischof in Siedlce, Wacław Skomorucha, am 6. März 1981 Bischof von Sandomierz.  |             |        |
| 05  | Edward Henryk Materski                     | 1960 | 1968 | * 30. September 1911 in Zagorzyce, am 15. Juni 1935 zum Priester geweiht, am 26. Oktober 1960 zum Weihbischof in Kielce und Titularbischof von Mastaura in Asia ernannt, konsekriert am 27. August 1961 durch Czesław Kaczmarek, Bischof von Kielce, Mitkonsekratoren waren Bischof Piotr Kałwa von Lublin und der Weihbischof in Kielce, Jan Jaroszewicz am 20. März 1967 wurde der Bischof von Kielce, † 15. Mai 1968.       |             |        |
| 06  | Jan Gurda                                  | 1972 | 1993 | * 24. März 1920 in Książnice Wielkie, am 2. April 1949 zum Priester geweiht, am 7. Januar 1972 zum Weihbischof in Kielce und Titularbischof von Thasbalta ernannt, Bischofsweihe am 25. Mai 1974 durch Jan Jaroszewicz, Bischof von Kielce, Mitkonsekratoren waren der Bischof von Lublin, Piotr Kałwa und Bischof Jerzy Karol Ablewicz von Tarnów, † 16. Januar 1993.                                                         |             |        |
| 07  | Mieczysław Jaworski                        | 1982 | 2001 | * 29. Juli 1930 in Morawica, am 17. Juni 1956 zum Priester geweiht, am 7. Mai 1982 zum Weihbischof in Kielce und Titularbischof von Rapidum ernannt, Bischofsweihe am 6. Juni 1982 durch Stanisław Szymecki, den Bischof von Kielce, Mitkonsekratoren waren der Bischof von Radom, Edward Henryk Materski und Jan Gurda, Weihbischof in Kielce, † 19. August 2001.                                                             |             |        |
| 08  | Piotr Skucha                               | 1986 | 1992 | * 27. Juni 1946 in Łaganów, am 14. Juni 1970 zum Priester geweiht, am 18. Mai 1986 zum Weihbischof in Kielce und Titularbischof von Segisama ernannt, Bischofsweihe am 15. Februar 1987 durch Kardinal Józef Glemp, Erzbischof von Warschau, Mitkonsekratoren waren der Bischof von Kielce, Stanislaw Szymecki und der Bischof von Radom, Edward Henryk Materski, am 25. März 1992 zum Weihbischof in Sosnowiec ernannt.       |             |        |
| 09  | Marian Florczyk                            | 1998 |      | * 25. Oktober 1954 in Kielce, am 6. Juni 1981 zum Priester geweiht, am 21. Februar 1998 zum Weihbischof in Kielce und Titularbischof von Limata ernannt, Bischofsweihe am 18. April 1998 durch Kardinal Franciszek Macharski, Erzbischof von Krakau, Mitkonsekratoren waren der Bischof von Kielce, Kazimierz Ryczan und der Weihbischof in Kielce, Mieczysław Jaworski.                                                       |             |        |
| 10  | Kazimierz Gurda                            | 2004 | 2014 | * 20. August 1953 in Książnice Wielkie, am 11. Juni 1978 zum Priester geweiht, am 18. Dezember 2004 zum Weihbischof in Kielce und Titularbischof von Chusira ernannt, Bischofsweihe am 5. Februar 2005 durch den Bischof von Kielce, Kazimierz Ryczan, Mitkonsekratoren waren der Bischof von Radom, Edward Henryk Materski und der Weihbischof in Kielce, Marian Florczyk, am 16. April 2014 zum Bischof von Siedlce ernannt. |             |        |